# René Matoušek
René Matoušek (13. července 1951 Ústí nad Labem – 23. března 1992 Liberec) byl liberecký disident, signatář Charty 77 a řidič tramvaje. Během svého života aktivně vystupoval proti komunistickému režimu, kvůli čemuž byl několikrát vězněn.

## Osobní život

### Mládí
Narodil se 13. července 1951 v Ústí nad Labem jako starší ze dvou synů. Jeho bratrem je signatář Charty 77 Jiří Matoušek (*1961). Už v sedmnácti letech se v noci 21. srpna 1968 zúčastnil demonstrace proti vpádu vojsk Varšavské smlouvy do Československa. O rok později se po další demonstraci, kde se stal svědkem násilného počínání československé policie a Lidových milic, rozhodl utéct ze země. Při pokusu o útěk na Západ byl dopaden pohraniční stráží a zavřen do vazby v pražské Ruzyni, kde byl posléze tři čtvrtě roku držen až do svého podmínečného odsouzení.

### Po přestěhování do Liberce
Po propuštění začal v Liberci pracovat jako řidič tramvaje. Při výkonu práce údajně poslouchal protikomunistické písně Karla Kryla, čímž se stal pro dopravní podnik nepohodlným. Dopravní podnik Matouška proto po chybě při řízení, kdy nepočkal na výhybně při křižování na protijedoucí tramvaj, exemplárně potrestal nepřiměřeným trestem, kdy byl na půl roku sesazen z pozice. Matoušek tak cítil křivdu, která ho motivovala k sepsání několika otevřených dopisů o svém sporu s dopravním podnikem adresovaných odborům a jednomu dopisu odeslanému do P. O. Boxu Rádia Svobodná Evropa v Londýně.
Od 24. února 1983 byl vyšetřován VB Okresní správy SNB v Liberci za šíření protirežimních letáků, které obsahovaly ironické otázky zaměřené na opravdové poměry v ČSSR a výzvy k boji o demokracii po vzoru polské Solidarity (celý obsah). Své autorství Matoušek nejprve zapíral, později se k němu ale doznal a byla na něj uvalena vazba. Dne 6. srpna 1983 byl senátem Okresního soudu v Liberci pod předsednictvím JUDr. Milady Rosenbergové odsouzen k 18 měsícům odnětí svobody nepodmínečně, které si odpykal v Nápravně výchovném ústavu Plzeň-Bory. Po uplynutí dvou třetin výkonu trestu se Matoušek pokoušel dožádat podmínečného propuštění, které bylo 13. února 1984 zamítnuto Okresním soudem Plzeň-město. Od 27. prosince 1983, byl navíc během odpykávání svého testu znovu trestně stíhán pro pokus o trestný čin poškozování zájmů republiky za již dříve zmíněný dopis do Rádia Svobodná Evropa, který do Anglie nikdy nedorazil. Tím si 15. srpna 1984 vyslechl další rozsudek souhrnného trestu odnětí svobody na 22 měsíců, proti němuž se Matoušek neúspěšně pokusil 17. září 1984 odvolat před Krajským soudem v Ústí nad Labem. Ve stejné době skončil výkon Matouškova prvního trestu a byl z NVÚ Plzeň-Bory převezen do liberecké věznice.
Ještě během výkonu trestu se s ním jeho žena po neustále vyvíjeném tlaku ze strany Státní bezpečnosti rozvedla a odstěhovala se společně s Matouškovým synem a dcerou. Dopravní podnik Liberec ho propustil a vzal mu také podnikový byt. Matoušek se začal živit jako řidič a žít na ubytovně. Se svým bratrem se na začátku roku 1989 účastnili demonstrací proti vládě při tzv. Palachovu týdnu. Matoušek se téhož roku rozhodl shánět podpisy petice Několik vět. Těmito aktivitami na sebe přitáhl pozornost krajských komunistických novin Průboj, které o něm publikovaly například článek „Jeden z nich“, v němž autoři Josef Markovský a Pavel Nadrybský nazvali Matouška „vydírajícím pěšákem Charty 77“. Matouškův duševní stav se v tuto dobu v návaznosti na předchozí perzekuci zhoršoval. Později si za zmíněné šíření petice vysloužil trestní stíhání za přečin proti veřejnému pořádku. Hlavní líčení, které vedl soudce Stanislav Černý, shodou okolností připadlo na 17. listopad 1989 a skončilo v Matouškův prospěch rozsudkem o zproštění obvinění.

### Úmrtí
Po převratu dostal práci na úřadě, kterou ale rychle opustil. Po zbytek života pobíral invalidní důchod. Podle Matouškova bratra nebyl spokojen s polistopadovým děním a představiteli nového režimu. Ke sklonku svého života hledal po prožité perzekuci oporu v alkoholu. Dne 23. března 1992 byl sousedem nalezen oběšený na kravatě u dveří. Ačkoliv byla smrt Reného Matouška prohlášena za sebevraždu, panuje kolem jeho smrti řada spekulací, ke kterým se přiklání i Matouškův bratr Jiří.
V Liberci je dnes René Matoušek společně s dalšími libereckými signatáři Charty 77 připomínán tramvajovou zastávkou Rybníček - Zastávka Reného Matouška a dalších libereckých signatářů Charty 77.